# Gare d'Ōokayama
Ne doit pas être confondu avec Gare d'Okayama.
La gare d'Ōokayama (大岡山駅, Ōokayama-eki) est une gare ferroviaire de la ville de Tokyo au Japon. Elle est située dans l'arrondissement d'Ōta. La gare est gérée par la compagnie Tōkyū.

## Situation ferroviaire
La gare d'Ōokayama est située au point kilométrique (PK) 4,8 de la ligne Tōkyū Ōimachi et au PK 4,3 de la ligne Tōkyū Meguro.

## Histoire
La gare a été inaugurée le 11 mars 1923.

## Services aux voyageurs

### Accès et accueil
La gare dispose d'un bâtiment voyageurs, avec guichets, ouvert tous les jours.

### Desserte
- Ligne Meguro :
  - voie 1 : direction Hiyoshi
  - voie 4 : direction Meguro (interconnexion avec la ligne Namboku pour Akabane-Iwabuchi ou avec la ligne Mita pour Nishi-Takashimadaira)
- Ligne Ōimachi :
  - voie 2 : direction Mizonokuchi
  - voie 3 : direction Ōimachi